# Протиповстанська боротьба
Протиповста́нська боротьба́ — боротьба німецького та радянського тоталітарних режимів з українським визвольним рухом у 1939—1950-х роках.
Активна діяльність українського визвольного руху викликала рішучу протидію з боку окупаційних режимів. Боротьба німецьких каральних органів та окупаційної адміністрації проти українського підпілля у 1943—1944 роках стала логічним продовженням репресій проти українських націоналістів, які відбувалися протягом 1941—1942 років.

## Заходи німців
Див. також Боротьба УПА проти німецьких окупантів

### ПереслідуванняРСХАчленів ОУН (1941—1943)

Гітлерівці страчують полонених українських націоналістів. Дрогобич. 1943 р.

Вперше з нацистською карально-репресивною машиною (гестапо, СД) оунівці зіткнулися восени у вересні 1941 року. Приводом для репресій було вбивство 30 серпня в Житомирі членів проводу ОУН (м) Омеляна Сеника і Миколи Сціборського. Потім в різних містах було вбито ще кілька десятків мельниківців. Німці звинуватили в ціх злочинах бандерівців. 13 вересня глава РЗГА Рейнгард Гейдріх, скориставшись цим приводом, підписав директиву про проведення на всій території Третього рейху, в Генерал-губернаторстві і прифронтовій території поголовних арештів бандерівського керівництва «за підозрою в сприянні вбивству представників руху Мельника», а також про припинення діяльності всіх відділень і органів ОУН (б). Відтак почалися масові арешти бандерівців.
Всього у 1941 році гестапо заарештувало понад 1500 бандерівських активістів, кілька десятків з них незабаром після затримання розстріляли. Нацисти насамперед активно переслідували членів Похідних груп ОУН, які йшли на Східну Україну. Арешти її членів проходили в Миргороді, Житомирі, Полтаві, Вінниці, Херсоні та Миколаєві. Північна і центральна група були переважно розгромлені. Південна група була більш успішною. Їй вдалося досягти Одеси та створити там сильну базу ОУН. Упевнившись, що ОУН Бандери не розгромлена і готується до збройної боротьби, 25 листопада 1941 айнзацкоманди з Києва видали наказ усім постам поліції безпеки і СД в Рейхскомісаріату України, в якому було сказано: «Беззаперечно встановлено, що рух Бандери готує повстання в Рейхкоміссаріаті, мета якого — створення незалежної України. Всі активні функціонери руху Бандери повинні бути негайно арештовані і після ґрунтовного допиту тихо ліквідовані як мародери». Репресії пізніше торкнулися також мельниківців. Тим часом, коли переможцями в гонці за Львів стали прихильники Бандери, вже в Києві саме мельниківцям вдалося створити Українську Національну Раду. Вона взяла владу в місті, проте вже 17 листопада 1941 німці її розпустили. На початку 1942 року частину членів УНРади, в тому числі поетесу Олена Телігу, розстріляли в Бабиному Яру.
Від 20 березня 1942 СД в документах "Повідомлення про події в СРСР" почали нову рубрику під назвою "Український рух опору".
У донесеннях начальника поліції безпеки та СД від 22 травня 1942 року повідомлялося в Берлін, що в районі Костополя вдалося знайти і захопити бандерівський склад зброї, в якому знаходилося 600 гвинтівок, 12 кулеметів, 254 тисячі набоїв, 4 тисячі гранат, 1200 протигазів, 20 тис. артилерійських снарядів та інше військове майно. «Встановлено, що бандерівський рух, у результаті використання військових обставин, утвердився на Волині і Поділлі, і зібрав велику кількість членів». Це був перший успіх гітлерівців по знешкодженню бандерівських загонів.
У жовтні-листопаді 1942 року гестапо провело численні арешти бандерівців в Німеччині. Тільки в листопаді 210 осіб були арештовані в Берліні, Лейпцигу, Ганновері, Гамбургу і Потсдамі. В руки гестапо потрапив і тереновий провідник ОУН-Б в Німеччині, Василь Безхлібник. У Берліні співробітники поліції безпеки також заарештували 4 кур'єрів ОУН з Галичини.
У перших числах грудня 1942 у Львові зібралася на конференцію військова референтура ОУН, щоб відзвітувати Проводу за проведену роботу з підготовки до формування збройних сил. І тут гестапівцям посміхнулася удача. 4 грудня нацисти провели широкомасштабну облаву, в ході якої схопили 18 оунівців, переважно працівників військової, пропагандистської та організаційної референтур Проводу, в т.ч. 3-х членів Проводу ОУН (б) Івана Климіва ("Легенду"), Ярослава Старуха та Дмитра Грицая ("Дуб", "Перебийніс"). Їх ув'язнили в тюрму на Лонцького. Климов був страчений в той же день, переживши при цьому страшні тортури гауптштурмфюрера СС Віллі Вірзінга.

### Боротьба проти УПА на початкових етапах її становлення (осінь 1942— весна 1943)
У жовтні 1942 року німецькі каральні органи та адміністрація вперше зіткнулися з організованими українськими військовими підрозділами, які діяли насамперед на Волині. До березня 1943 року німецька протиповстанська боротьба не мала системного характеру. До 1943 року Волинь вважалася доволі районом. Німецькі війська намагалися зберігати там порядок, в першу чергу, підрозділами допоміжної поліції, що складалися з місцевих українців, поляків і колишніх військовополонених Червоної армії різних національностей. На початку 1943 року українська поліція на Волині налічувала 11 870 осіб. Водночас у німецьких підрозділах (без урахування слабких військових частин) було всього 453 поліцаїв та 954 жандарми з поліції порядку. Однак після того, як швидко збільшилася кількість нападів на німецьку адміністрацію, диверсійних акцій, спрямованих на руйнування транспортної мережі; після того, як повстанці стали активно перешкоджати постачанню продовольства, вивезення українців на роботи до Німеччини, а також створенню загонів української допоміжної поліції, — німці серйозно задумались над необхідністю провести добре сплановану операцію проти українського національного підпілля.
З одного боку, нацисти відреагували на події на Волині посиленням репресивних дій, а з іншого — залученням додаткових сил для заміни дезертирів з української поліції. Гарнізони в містах були посилені, і були зроблені зусилля по забезпеченню безпеки об'єктів харчової промисловості: винокурень, млинів, лісопилок і т. д. Вже в квітні 1943 року німецькі війська були посилені. За даними радянських агентів, станом на 1 квітня 1943 року в Колках було троє німців, а 21 квітня — близько 400. У Рожищах загін з двадцяти п'яти чоловік був посилений 150 солдатами. У Ковелі гарнізон з 300 солдат збільшився до 4000 після дезертирства поліції, в Костополі — з 50 до 500. Для захисту залізничних колій пригнали кілька бронепоїздів.
Німці намагалися діяти таким чином, щоб як можна більше розпалювати польсько-український етнічний конфлікт на Волині, який розпочася навесні 1943, однак приняли в ньому по суті, польську сторону. Після того як українська поліція перейшла на сторону УПА, німці стали її замінювати поляками. У різних населених пунктах були сформовані польські шуцманшафти для підтримки, як правило, слабких німецьких гарнізонів. І німецька цивільна адміністрація, і СД підтримали створення польської самооборони. Їй дали згоду на зберігання зброї, а деяким загонам зброю навіть надали. У той же час німці дивилися крізь пальці на те, що польські форпости мали більше зброї, ніж це дозволяли німецькі правила.
У травні 1943 року розпочалась масштабна акція проти українського підпілля. Однак остання не дала очікувальних результатів. Навпаки, вона пришвидшила розвиток УПА та сприяла поширенню її ідей серед населення. Найбільшими весняними успіхами німців можна назвати знищення кількох видних командирів УПА. Наприклад: ліквідацію першого головнокомандувача УПА Василя Івахіва і начальника штабу УПА Юліана Ковальського.

### Антипартизанські каральні операції проти УПА на Волині влітку 1943

Німецька відозва до українського населення Волині. Липень 1943 року.

На початку літа Україну відвідав рейхсміністр східних територій Альфред Розенберг, який був стурбований ситуацією в цьому регіоні. Становлення УПА, поширення польсько-українського конфлікту і поява в регіоні радянських партизанських загонів перетворили Волинь в киплячий котел, згасити який у німецького командування не було ні сил, ні коштів. Розенберг брав участь в нараді генеральних комісарів в Рівному 5 червня 1943. Він вилаяв рейхскомісара України Еріха Коха. Тому, що його політика «твердої руки» не принесла очікуваних результатів. Щоб врятувати свою репутацію, Кох вирішив за всяку ціну ліквідувати УПА.
7 червня 1943 керівник СС і поліції в генеральному комісаріаті Волинь і Поділля бригаденфюрер СС Вільгельм Гюнтер видав наказ № 41 про ліквідацію українських партизан і встановленні контролю над територією. Щоб відновити контроль над регіоном, німці почали антипартизанські дії в районах Любомль, Володимир-Волинський, Горохів і Дубно. Результатів це не дало, а український повстанський рух тільки посилився.

Оголошення про смертну кару для учасників українського підпілля. Стрий. 21 січня 1944 р.

 Влітку того ж року на Волині проти УПА було проведено велику операцію з використанням 10 000 солдатів і поліцаїв, 50 танків та 27 літаків. Її очолив обергрупенфюрер СС генерал поліції, у майбутньому ліквідатор Варшавського повстання 1944 року Еріх фон дем Бах-Залевські. Він почав з пропагандистської діяльності. Наприклад на Волині з літаків розкидаються листівки, спрямовані до українців, в яких німці звинувачують УПА в зв'язках з «більшовиками і євреями». На початку липня фон дем Бах почав збройні дії. Він так само, як пізніше у Варшаві, з великою жорстокістю застосовував правило колективної відповідальності. Українські села, які підозрювалися у зв'язках з УПА, спалювалися каральними загонами, обстрілювалися артилерією, бомбардувалися літаками. У липні каральні акції проти УПА привели до повного знищення багатьох сіл. Найбільш відома німецька каральна акція — це повне знищення села Малин, де німці з польськими поліцаями вбили 624 місцевих чеха і 116 українців. В цілому, каральна операція, яка так і не призвела до відновлення контролю над цією частиною території України, була згорнута. Антипартизанські акції Бах-Залевського не змогли навіть перешкодити УПА в проведенні масштабної антипольської акції, яка тоді досягла свого піку. Мобільні підрозділи українських повстанців залишали небезпечні райони, знаючи, що готується атака. Було багато дрібних сутичок, в основному при захисті сіл.
У серпні 1943 придушенням українського національного повстання на Волині очолив вищий командувач СС і поліцією на півдні Росії обергрупенфюрер СС Ганс-Адольф Прюцманн, який замінив не впоравшогося із завданням Бах-Залевського. 11 серпня Прюцманн віддав наказ про проведення операції «Волинь». Метою операції було знищення радянських і українських партизанських загонів, а також забезпечення збору врожаю. В операції повинні були здійснювати кавалерійська дивізія СС і бойова група «Шимана». Тим часом ситуація на Східному фронті різко погіршилася, і командування вирішило задіяти кавалерійську дивізію СС в боях проти Червоної армії. Ще 14 серпня 1943 року штаб дивізії отримав наказ на передислокацію і почав відповідну підготовку. Перекидання почалося 17 серпня. Після того, як з Волині забрали все бойові підрозділи, якими Прюцманн намагався розпочати операцію «Волинь», йому довелося обходитися лише поліцейськими, допоміжними і тиловими формуваннями. Повністю придушити український повстанський рух Прюцману не вдалося, а, після того як урожай був зібраний, німці тимчасово знизили свою активність в боротьбі з УПА.
Загалом, німці влітку провели 75 великих боїв з відділами УПА, в яких знищили 1237 українських стрільців та старшин, а також 5000 цивільного населення і втратили понад 3000 солдатів та офіцерів.

### Антипартизанські каральні операції проти УПА на Волині восени 1943
Починаючи з осені 1943 року, протиповстанська боротьба на Волині знову набирає локального характеру й поступово спадає. Німецька адміністрація та каральні органи під впливом ситуації на фронтах уже не могли належним чином відповідати на акції українського підпілля і втрачали контроль над ситуацією. Стрімкий наступ Червоної Армії на захід в кінці літа 1943 означали, що у німців не було ні часу, ні можливості провести масштабну операцію проти українських партизанів, і вони були змушені вдатися до рішучих заходів, щоб навести порядок у себе в тилу, але сил катастрофічно не вистачало. Поразка після битви на Курській Дузі змусила німецькі каральні органи зосередити увагу насамперед на охорону залізничних шляхів. З кінця літа 1943 р дрібні гарнізони почали поступово виводитися в великі міста та на вокзали.
З іншого боку, на Волинь стали прибувати війська вермахту, відступаючі від Совєтів. Тому німці не відмовилися від каральних експедицій, метою яких була зачистка тилу, а також видобуток продовольства для армії. Одним з її проявів стала ліквідація заарештованих в тюрмах і таборах, ще і прискорена через радянських партизан на представників німецької влади. 1 жовтня 1943 німці розстріляли полонених в Кременці, 15 жовтня в Рівному, 16 жовтня в Луцьку і Дубно.
9 жовтня були розстріляні сімдесят жителів Радогощі. 12 жовтня 1943 року в відповідь на напад УПА на німецький підрозділ в селі Точевики, було спалено п'ятнадцять сіл поблизу Острога, близько 500 мирних жителів були вбиті. 3-4 листопада 1943 р німці спалили села Бущі, Мости та Борщівка. Каральну експедицію підтримували два літаки. Вони також бомбили госпіталь УПА недалеко від Бущі, убивши двох пацієнтів і медсестру. 2 листопада 1943 року німецька авіація бомбила Степань. Згоріло близько тридцяти будівель, але тоді мало хто загинув, не дивлячись на те, що німецькі льотчики стріляли в тікають мирних жителів. Після нальоту німці розграбували місто. 2 листопада 1943 року в Рафалівської районі було спалено село Великі Осинцев. 3 листопада 1943 року в Деражненському районі німці спалили колонію Соломки, убивши близько 250 мирних жителів, забрали 145 коней і 32 корови. Під час операції було спалено навіть купи зерна і сіна. У Стидінському районі одночасно було убито 249 осіб, вивезено 19 пар коней і 25 свиней.
Всього в жовтні-листопаді зафіксовано 47 боїв загонів УПА і близько 125 дрібних боїв місцевих загонів самооборони (СКВ) з німцями. В результаті бойових дій німці втратили близько 1500 солдатів, загони УПА — 414 бійців.
Зіткнення між УПА і німцями стали поступово стихати з появою лінії фронту на Волині, проте не припинилися повністю. У січні 1944 року німецькі війська розгромили курінь «Крука» (Івана Климишина) в Кременецькому районі. У Маневицькому районі було майже повністю знищена село Троянівка під час антипартизанської дій, що проводилися там з 6 по 30 січня 1944 року. Також було спалено Городок, число жертв не встановлено. 20 березня 1944 року біля села Луковичі в сутичці з німцями загинув шеф штабу ВО «Турів» Олекса Шум (Вовчак).
Незважаючи на ексцеси, спецслужби Рейху і командування вермахту на Волині все-таки не залишали спроб перетягнути на свою сторону український визвольний рух. Переговори велися з різними організаціями націоналістичного підпілля. Іноді це їм вдавалося. Це сталося, наприклад в разі переговорів з партизанами мельниківської ОУН, результатом яких стало створення у вересні 1943 Українського легіону самооборони, який воював з радянськими партизанами, УПА і відзначився в антипольських акціях. Стараннями абверу і СД з підпілля хитрістю виманили командира Поліської Січі — Тараса Бульбу-Боровця. Тому, коли Боровець і його радник Олег Штуль 19 листопада 1943 прибули до Рівного для переговорів з німецькою окупаційною владою, їх направили до Варшави, а потім — і до Берліна, де їх заарештували та 1 грудня 1943 помістили в спеціальний бункер "Целленбау" концтабору Заксенхаузен, де вже два роки сидів Степан Бандера. З початку 1944 року також із підрозділами УПА укладалися все нові і нові домовленості.

### Антипартизанські каральні операції проти УНС-УПА на Галичині
У Галичині протиповстанська боротьба істотно відрізнялася від ситуації на Волині. До літа 1943 року на території Галичини з тактичних міркувань — щоб зберегти кадри — ОУН не створювала підрозділів УПА. Крім цього, важливою причиною відсутності активного повстанського опору стала набагато м'якіша, аніж у Райхскомісаріаті Україна, політика адміністрації Генерального губернаторства щодо українців. Репресії німецьких каральних органів мали передовсім профілактичний характер: відбувались арешти активістів ОУН та чільних українських діячів з метою не дати розгорнутися самостійницькому рухові.
Улітку 1943 року в Галичині під впливом розвитку загальної воєнної ситуації, а також унаслідок рейду відділів червоних партизанів С. Ковпака розпочалась організація Української народної самооборони. Тривалий час ці підрозділи німецька адміністрація сприймала як локальні парамілітарні формування, спрямовані на захист конкретних населених пунктів від кримінальних злочинців та радянських партизанів. Проте незабаром рішучі акції української самооборони проти німецьких продовольчих контингентів, вивезення людей на примусові роботи та свавілля, змусили гітлерівців діяти.
Українське підпілля зіткнулося з організованим німецьким опором лише наприкінці літа — восени 1943 року, коли підрозділи УНС провели низку операцій проти окупаційної адміністрації та поліційних відділів. Удар німців було спрямовано передовсім на підготовчі табори УНС, що діяли в українських Карпатах. Найбільші німецькі операції відбулися в горах поблизу міст Долини та Сколього. Проте незнання терену, складні природні умови та брак досвіду протиповстанської боротьби фактично прирекли каральні акції на невдачу. Останні організовані спроби придушити український рух у Галичині та опанувати ситуацію було здійснено в жовтні-грудні 1943 року, але й вони не мали успіху.
Наближення фронту і активність в окремих районах дистрикту Галичина радянських і націоналістичних партизанів, спонукали німців в жовтні 1943 року оголосити надзвичайний стан в регіоні. Була введена система розстрілу 10 заручників за кожного вбитого німця. Великі міста Галичини (Львів, Стрий, Дрогобич, Самбір) стали ареною публічних страт. Велика частина страчених ув'язнених були членами і прихильниками ОУН. За словами польського історика Гжегожа Грицюка, з жовтня 1943 року до середини червня 1944 року в ході публічних страт в Галичині було вбито 1519 українських націоналістів.

## Заходи радянської влади
З початком 1944 року активну боротьбу проти УПА розгорнула радянська сторона. Ще в 1942—1944 роках першими виявами її стала діяльність червоних партизанів. Перед радянськими підрозділами було поставлено завдання знищувати загони УПА та створювати свою агентурну сітку в націоналістичному підпіллі, щоб розкладати його зсередини. Починаючи від 1944 року, радянський режим розпочав масштабну боротьбу проти українського підпілля, яка відбувалася в кількох напрямах: пропагандистська робота серед населення; військово-оперативні заходи проти учасників та прихильників ОУН і УПА; репресії щодо учасників підпілля та членів їхніх родин.
У січні-лютому 1944 року Червона армія захопила значну частину Волині. На захоплених теренах радянська влада стягувала контингенти харчів, місцевих українців масово рекрутували до Червоної Армії і вже після кількох днів вишколу кидали на передову. Більшість партійних і державних кадрів в держадміністранціях становили приїжджі зі Східної України, які часто поводилися, наче в завойованій країні, брутально ставлячись до місцевого українського населення. Про це свідчать численні приклади шахрайств, крадіжок і зґвалтувань, вчинених радянськими службовцями. Отож, не дивно, що зростала підтримка українцями підпілля.
Основний наголос радянська антиповстанська пропаганда робила на дискредитацію та розкол українського підпілля. Стрижнем радянської пропаганди стала теза про зраду і злочини «українсько-німецьких націоналістів», про їхню співпрацю з «фашистськими окупантами».
Першочерговими пропагандистськими заходами були звернення Президії Верховної Ради і Ради народних комісарів УРСР до членів ОУН і УПА. Такі звернення видавали в лютому та листопаді 1944 року з нагоди звільнення України від гітлерівців, у травні 1945 року — з приводу перемоги над Німеччиною і в лютому 1946 року — після виборів до Верховної Ради УРСР. Неодмінною частиною цих документів була обіцянка амністувати учасників націоналістичного підпілля, які добровільно припинять боротьбу та покаються у своїх злочинах проти радянського ладу.
Важливою частиною радянської пропаганди були також організовувані місцевими партійними та комсомольськими осередками політико-просвітницькі лекції, присвячені «українському буржуазному націоналізму», які викривали його злочини проти українського народу, соціалістичної законності та трудового господарства.
Загалом, результати проведеної пропагандистської роботи не викликали особливого ентузіазму серед партійного керівництва, проте в поєднанні з масовими репресивними заходами, втомою населення через постійні воєнні дії вона таки посприяла поступовому згортанню збройної боротьби ОУН і УПА.
Ключову роль у знищенні українського підпілля відігравали військово-оперативні заходи та репресії проти цивільного населення. Від лютого 1944 року радянський режим розгорнув систематичну боротьбу з українським підпіллям. Спочатку проти відділів УПА були спрямовані окремі фронтові частини Червоної армії, а проти учасників і прихильників підпілля — підрозділу СМЕРШу. Однак у міру посування фронту на захід ці функції було перекладено спершу на частини НКВС з охорони тилів ЧА, а згодом і на Внутрішні війська НКВС.
Саме в цей період задля якнайшвидшої ліквідації українського підпілля розпочалося створення сумнозвісних спецгруп НКВС (так званих легендованих груп). Основу цих формувань спершу складали підрозділи радянських партизанів, а згодом долучилися завербовані учасники українського опору. У серпні 1944 року, власне для організації таких підрозділів, у підпорядкування НКВС було передано партизанську дивізію ім. Сидора Ковпака. Основне завдання спецгруп полягало в дискредитації та дезорганізації ОУН і УПА. Їхні члени, видаючи себе за українських повстанців, здійснювали насильство і свавілля щодо населення Західної України. Зокрема, в рапорті одного з головних організаторів спецгруп НКВС майора Соколова фігурують факти вчинення його ж спецгрупою під його ж керівництвом злочинів: спалення хати, вбивство голови сільради села Яблунів Станіславської області, побиття голови сільради села Комарівка Тернопільської області, грабування бойовиками спецгрупи майна, викрадання людей у ліс для допитів. Водночас, псевдоповстанці намагалися вийти на зв'язок зі справжніми учасниками підпілля, щоб завербувати або знищити їх. Основними цілями спецзагонів були боївки Служби безпеки ОУН та керівні кадри українського підпілля.
Про характер їхньої діяльності свідчать численні звіти партійних функціонерів, як, наприклад, доповідна записка Микиті Хрущову прокурору військ МВС Українського округу полковника юстиції Кошарського «Про факти грубого порушення соціалістичної законності в діяльності так званих спеціальних груп МҐБ» від 15 лютого 1949 року. У цих документах відчувається стурбованість, а подекуди й обурення методами роботи спецгруп МҐБ, від яких страждає мирне населення та господарство.
У 1944-1945 роках радянські каральні органи в боротьбі проти українського руху починають використовувати винищувальні батальйони й агентурну мережу. Основою для формування винищувальних батальйонів стало прорадянськи настроєне населення та залишки польських поселенців.
Досить часто діяльність цих підрозділів мала провокативний характер та злочинний характер. Також до підрозділів радянської самооборони насильно залучали представників українського населення, яке було нейтральним або негативно ставилось до комуністичного режиму. В окремих місцевостях батальйони складалися з прихильників ОУН, які використовували своє станоище для дезорганізації радянської сторони і надавали допомогу українським повстанцям.
Злочинна діяльність НКВС, включаючи провокації спецгруп НКВС, у боротьбі з ОУН-УПА набрала таких величезних розмірів, що на неї вимушені були звернули увагу партійні та радянські органи. Так, зокрема, за 11місяців 1945 р. військовими трибуналами західних областей УРСР було розглянуто 237 справ про «порушення революційної законності». По них засуджено 326 працівників органів НКДБ і НКВС.
Створення розширеної агентурної мережі в ОУН було пріоритетним завданням НКВС. Для збору інформації НКВС вербував секретних співробітників у кожному населеному пункті. Водночас, агентурна мережа потужно розвивалася й у самих підрозділах українського підпілля. НКВС намагався мати своїх агентів на всіх керівних рівнях ОУН і УПА. Починаючи з кінця 1945 року робота агентурної сітки була повністю налагоджена і стала визначальною для наступного етапу боротьби проти українського руху в 1946-1950-х роках.
Зміна в середині 1945 року тактики ОУН і УПА, а саме поступовий перехід до діяльності малими групами-боївками, викликав активну реакцію радянської каральної системи. Першочерговими заходами НКВС-МДБ стало систематичне проведення військово-чекістських операцій.
Проте надалі масові каральні операції не мали очікуваного ефекту. Український рух пристосувався до нових умов, а починаючи від 1949 року повністю перейшов на методи підпільної діяльності.
За даними МВС СРСР в 1944-1956 роках на території західних областей України під час боротьби з націоналістичним підпіллям загинуло 8 340 осіб, серед них: 687 співробітників НКДБ-МДБ, 1 864 співробітника НКВД-МВС, 3 199 військовослужбовців внутрішніх прикордонних і збройних сил і 2 590 бійців винищувальних батальйонів. Згідно з мемуарними спогадами колишнього офіцера КДБ автора кількох книг про боротьбу з ОУН-УПА Георгія Санникова, в період з 1945 по 1955 роки, в боротьбі з УПА загинуло 25 тисяч радянських військовослужбовців, співробітників органів держбезпеки, міліції та прикордонників, а також 30 тисяч представників радянського і партійного активу.